# Hudson (Florida)
Hudson es un lugar designado por el censo ubicado en el condado de Pasco en el estado estadounidense de Florida. En el Censo de 2010 tenía una población de 12.158 habitantes y una densidad poblacional de 741,23 personas por km².

## Geografía
Hudson se encuentra ubicado en las coordenadas 28°21′33″N 82°41′23″O / 28.35917, -82.68972. Según la Oficina del Censo de los Estados Unidos, Hudson tiene una superficie total de 16.4 km², de la cual 16.36 km² corresponden a tierra firme y (0.27%) 0.04 km² es agua.

## Demografía
Según el censo de 2010, había 12.158 personas residiendo en Hudson. La densidad de población era de 741,23 hab./km². De los 12.158 habitantes, Hudson estaba compuesto por el 95.34% blancos, el 0.75% eran afroamericanos, el 0.37% eran amerindios, el 1.23% eran asiáticos, el 0.05% eran isleños del Pacífico, el 0.79% eran de otras razas y el 1.48% pertenecían a dos o más razas. Del total de la población el 4.96% eran hispanos o latinos de cualquier raza.